# Trestní řízení
Trestní řízení je zákonem upravený postup příslušných orgánů státu (tzv. orgánů činných v trestním řízení), jehož cílem je zjistit, zda byl spáchán trestný čin, zjistit jeho pachatele, uložit mu podle zákona trest nebo ochranné opatření a toto rozhodnutí vykonat, popřípadě zajistit jeho výkon.
Trestního řízení se vedle orgánů činných v trestním řízení účastní i další osoby, které v závislosti na svém postavení v řízení mají různá práva a povinnosti. Cílem trestního řízení je také upevňování zákonnosti, předcházení a zamezování trestné činnosti, jakož i výchovné působení na občany. Řízení působí totiž nejen bezprostředně vůči osobám, proti kterým je vedeno nebo které se ho účastní, ale zprostředkovaně (např. prostřednictvím hromadných sdělovacích prostředků) má vliv i na širší veřejnost, pro kterou představuje odstrašující příklad (tzv. generální prevence).

## Právní úprava v České republice
Obor práva, který trestní řízení upravuje, se označuje jako trestní právo procesní. Základní právní normou je trestní řád, vedle něho mohou být normy obsaženy i v dalších zákonech a prováděcích předpisech. V České republice jsou v současné době normy trestního práva procesního obsaženy vedle trestního řádu i např. v zákoně č. 218/2003 Sb., o odpovědnosti mládeže za protiprávní činy a soudnictví ve věcech mládeže a o změně některých zákonů (zákon o soudnictví ve věcech mládeže), v zákoně č. 169/1999 Sb., o výkonu trestu odnětí svobody a o změně některých souvisejících zákonů, ve znění pozdějších předpisů, a v zákoně č. 293/1993 Sb., o výkonu vazby, ve znění pozdějších předpisů.

## Stadia trestního řízení
Z hlediska časového průběhu lze české trestní řízení členit na dvě základní stadia:
1. Přípravné řízení, které zahrnuje prověřování okolností důvodně nasvědčujících tomu, že se stal trestný čin, a vyšetřování, které představuje již vedení trestního stíhání proti konkrétní osobě (obviněnému). Přípravné řízení koná policejní orgán a státní zástupce.
2. Řízení před soudem, které je vedeno na podkladě obžaloby či návrhu na potrestání státního zástupce a zahrnuje dílčí stadia:
  1. předběžné projednání obžaloby
  2. hlavní líčení
  3. řízení o opravných prostředcích
  4. vykonávací řízení

## Základní zásady trestního řízení
Základní zásady trestního řízení jsou právní ideje, na kterých je trestní řízení založeno. Odrážejí se v konkrétních předepsaných procesních postupech, a také slouží při aplikaci a interpretaci procesních norem.

### Obecné zásady
1. Zásada trestního stíhání jen ze zákonných důvodů stanoví, že nikdo nemůže být trestně stíhán z jiných důvodů a jiným způsobem, než stanoví zákon (trestní řád). Na tuto zásadu navazuje zásada ne bis in idem (tj. ne dvakrát za stejnou věc), podle níž nemůže být nikdo trestně stíhán dvakrát za stejný čin (skutek), ledaže by předchozí rozhodnutí bylo zrušeno na základě mimořádných opravných prostředků.
2. Presumpce neviny zajišťuje, že dokud není pravomocným odsuzujícím rozsudkem soudu vyslovena vina, nelze na obviněného, proti němuž se vede trestní stíhání, hledět, jako by byl vinen. Na presumpci neviny navazuje zásada zachování práv na obhajobu, která zajišťuje, že osoba, proti které se vede trestní stíhání, musí být poučena o svých právech na uplatnění obhajoby a musí ji být umožněno těchto práv využít. Také si může zvolit obhájce a pokud tak neučiní, tak jí v některých případech musí být ustanoven soudem (tzv. nutná obhajoba).
3. Zásada oficiality ukládá orgánům činným v trestním řízení postupovat v řízení z úřední povinnosti, a to co nejrychleji a s plným šetřením zaručených práv a základních svobod. Na to navazuje zásada přiměřenosti, podle které orgány činné v trestním řízení do práv jiných osob zasahují na základě zákona jen v míře nezbytné pro plnění jejich úkolů.
4. Zásada legality stanoví státnímu zástupci povinnost stíhat všechny trestné činy, o nichž se dozví, pokud zákon nebo závazná mezinárodní smlouva nestanoví něco jiného. Výjimkou z této zásady jsou například odklony od trestního řízení (podmíněné zastavení trestního stíhání a narovnání) či dočasné odložení zahájení trestního stíhání). Opakem zásady legality je také výjimečná zásada oportunity, podle které se státní zástupce může z důvodu neúčelnosti nebo nedostatku veřejného zájmu rozhodnout nestíhat pachatele, ačkoli jinak by podmínky pro stíhání byly v daném případě splněny.[3]
5. Zásada obžalovací (tzv. akuzační princip) zajišťuje, že trestní stíhání před soudem je možné konat jen na základě obžaloby či návrhu na potrestání, které podává a před soudem zastupuje státní zástupce. Tato zásada vymezuje oddělení procesních rolí orgánů, které se účastní trestního procesu před soudem, na rozdíl od inkvizičního procesu, v němž role veřejného žalobce, obhájce a soudce byly soustředěny v rukou soudu.
6. Zásada českého jazyka stanoví, že orgány činné v trestním řízení vedou řízení v českém jazyce, v němž také vyhotovují svá rozhodnutí. Pokud však některá z osob účastnících se řízení prohlásí, že neovládá český jazyk, je oprávněna používat v řízení jazyk, který ovládá. Překlad je pak zajišťován tlumočníkem. Pokud obviněný neovládá český jazyk, překládají se mu v písemné formě i některá zásadní rozhodnutí, pokud se takového práva na písemný překlad nevzdá.
7. Zásada spolupráce se zájmovými sdruženími občanů ukládá orgánům činným v trestním řízení spolupracovat se zájmovými sdruženími občanů (spolky) a využívat jejich výchovného působení např. při podmíněném odsouzení, při nahrazení vazby zárukou takového sdružení, při podmíněném propuštění z výkonu trestu odnětí svobody. Spolupráce se zájmovými sdruženími občanů se po společenských změnách z roku 1989 využívá minimálně.

### Zásady dokazování
1. Zásada zjištění skutkového stavu věci, podle níž orgány činné v trestním řízení mají povinnost zjistit skutkový stav věci bez důvodných pochybností a v rozsahu nezbytném pro jejich rozhodnutí. Rozsah a hloubka těchto zjištění se liší v jednotlivých stadiích řízení, kdy např. pro rozhodnutí o zahájení trestního stíhání postačí mnohem méně precizovaná skutková zjištění než pro odsuzující rozsudek soudu.
2. Zásada volného hodnocení důkazů vymezuje, že orgány činné v trestním řízení hodnotí důkazy podle svého vnitřního přesvědčení, založeného na pečlivém uvážení všech okolností případu jednotlivě i v jejich souhrnu. Mezi důkazy nejsou činěny rozdíly podle jejich druhů a zásadně není předepsáno, jaké skutečnosti mají být prokázány kterými důkazními prostředky, jako tomu bylo v některých případech v minulosti (např. ve středověku svědecká výpověď šlechtice měla větší důkazní sílu než výpověď měšťana, některé skutečnosti byly prokazovány „božími soudy“, tzv. ordály).

### Zásady řízení před soudem
1. Zásada bezprostřednosti a zásada ústnosti stanoví, že před soudy se jedná v ústní formě. Důkazy výpověďmi svědků, znalců a obviněných se provádějí zpravidla tak, že se tyto osoby vyslýchají (na rozdíl od středověkých neveřejných procesů, v nichž se zpravidla rozhodovalo na základě listin). Soud při rozhodování v hlavním líčení, veřejném a neveřejném zasedání smí přihlédnout pouze k těm důkazům, které byly před ním provedeny.
2. Zásada veřejnosti určuje, že věci se před soudem projednávají veřejně, aby se jich občané mohli zúčastnit. Veřejnost může být vyloučena jen rozhodnutím soudu ve zvláštních případech (např. při projednávání informací utajovaných podle zvláštního zákona, z důvodu ohrožení mravnosti, kvůli možnému ohrožení svědků). Rozsudek se však vždy vyhlásí veřejně. Ze zákona je veřejnost vyloučena v trestních věcech mladistvých.

### Zásady opravného řízení
1. Dispoziční zásada stanoví, že podání či nepodání opravného prostředku závisí na vůli dané procesní strany. Nadřízený orgán zásadně přezkoumává rozhodnutí nižšího orgánu jen na základě kvalifikovaného podnětu, opravným prostředkem může být vymezen či omezen rozsah jeho přezkumu. Osoba se může výslovně vzdát práva podat opravný prostředek, a prostředek již podaný může vzít zpět.
2. Zásada zákazu reformace in peius (latinsky změny k horšímu) zakazuje, aby se právní postavení obviněného zhoršilo tím, že sám podá opravný prostředek. Změna k horšímu může u obviněného nastat pouze při podání opravného prostředku jinou procesní stranou (nejčastěji státním zástupcem), je-li opravný prostředek podán v jeho neprospěch.
3. Zásada beneficia cohaesionis (latinsky výhody spojeného) zajišťuje výhodu spoluobviněným a případně i zúčastněné osobě, kteří si nepodali určitý opravný prostředek. Pokud důvod zrušení uplatněný v opravném prostředku jiným spoluobviněným prospívá i jim, zruší se rozhodnutí i v části týkající jejich osob, i když sami opravný prostředek nepodali.

## Strany trestního řízení před soudem
V českém přípravném řízení vystupuje proti obviněnému zejména policejní orgán, nad nímž vykonává dozor státní zástupce. Státní zástupce v této souvislosti bývá označován za pána přípravného řízení (tzv. dominus litis), neboť jeho rozhodnutí jsou v tomto stadiu konečná a pro policejní orgán závazná. Na základě jeho rozhodnutí se určitá trestní věc dostává před soud.
V řízení před soudem se však stává jednou ze stran, jejíž práva jsou zásadně shodná jako práva ostatních stran. Současné české trestní řízení obsahuje řadu prvků kontradiktorního procesu, v němž proti sobě stojí jednotlivé strany, které před soudem jako nezávislým arbitrem prokazují svá tvrzení, avšak obsahuje i prvky inkvizičního procesu. Státní zástupce je sice povinen vystupovat tak, aby byly objasněny všechny podstatné skutečnosti rozhodné z hlediska podané obžaloby, avšak pokud by byl pasivní, musel by soud sám v souladu se zásadou oficiality provést dokazování v takovém rozsahu, které mu umožní o podané obžalobě bez důvodných pochybností rozhodnout.
Stranami v řízení před soudem jsou:
- obviněný, po nařízení hlavního líčení obžalovaný
- státní zástupce
- poškozený
- zúčastněná osoba